# 시모역
시모역(일본어: 志茂駅、しもえき)(영어: Shimo Station)은 일본 도쿄도 기타구에 있는 철도역이다.

## 역 구조
섬식 승강장 1면 2선의 지하역이며, 스크림도어가 설치되어 있다. 개찰구 층(지하 1층)과 승강장 층(지하 2층)을 연결하는 엘리베이터 및 에스컬레이터가 설치되어 있다.

### 승강장
| 1 | ○ 난보쿠 선 | 아카바네이와부치・우라와미소노 방면                                   |
| 2 | ○ 난보쿠 선 | 고마고메・나가타초・메구로・히요시ㆍ신요코하마ㆍ에비나ㆍ쇼난다이 방면 |

## 역 주변
- 국도 제122호선
- 경시청 아카바네 경찰서

## 역사
- 1991년 11월 29일: 영업 개시.
- 2004년 4월 1일: 도영지하철 민영화, 당역은 도쿄메트로의 역으로 계승됨.

## 인접역
| 도쿄 메트로 7호선          | 도쿄 메트로 7호선 | 도쿄 메트로 7호선         |
| -------------------------- | ----------------- | ------------------------- |
| N17 오지카미야 메구로 방면 | 난보쿠 선         | N19 아카바네이와부치 방면 |